# Katherina Kubenk
Katherina Kubenk, né le 11 octobre 1970 à Toronto en Ontario, est une skieuse acrobatique canadienne double vainqueur du classement général de la Coupe du monde.

## Biographie
D'origine tchèque, Katherina Kubenk naît le 11 octobre 1970 à Toronto en Ontario. Enfant, elle pratique d'abord le patinage artistique avant de se convertir au ski acrobatique durant l'adolescence.
Skieuse polyvalente, Katherina Kubenk n'a pas vraiment de discipline forte même si ses résultats en ballet à ski sont plus probants que ceux dans les deux autres disciplines du ski acrobatique des années 1980 et 1990, le ski acrobatique et le ski de bosses. Mais elle brille en combiné, la somme des trois disciplines, qui lui rapporte vingt-neuf de ses trente podiums de Coupe du monde,.

### 1989-1992, premiers pas mondiaux
Katherina Kubenk participe à sa première épreuve de la Fédération internationale de ski à seize ans, le 6 mars 1987 à Suomu en Finlande (une épreuve de ballet dont elle se classe cinquième). Dans le même temps elle concourt sur le circuit junior, et termine notamment troisième de l'épreuve de combine du Championnat international junior de ski acrobatique de Kemijärvi (Finlande) en 1987. Puis, à tout juste dix-huit ans, elle débute sur le circuit mondial les 8 et 9 décembre 1989 à Tignes, l'étape inaugurale de la saison 1989-1990, pour une dix-neuvième place en ballet, une quinzième place en saut acrobatique, et même une quatrième place à l’issue du combiné,. Elle obtient le même résultat, quatrième du combiné, à Lake Placid et Breckenridge, avant de terminer deuxième du combiné de Calgary derrière la championne suisse Conny Kissling, le 28 janvier. Il s'agit alors de son premier podium mondial,. Elle récidive deux semaines plus tard au Japon, lors du combiné d'Inawashiro, toujours devancée par la seule Kissling ,. Elle termine sa première saison mondiale seizième du classement su ballet, dix-huitième du classement général et surtout troisième du combiné derrière la Suisse Conny Kissling et la britannique Jilly Curry (en),,.
Lors des onze combinés de la saison 1990-1991, Katherina Kubenk est toujours dans le top 5 et quatre fois à la troisième place, ce qui la classe à la quatrième place du classement mondial du combiné (derrière Conny Kissling, Jilly Curry, et la Suisse Maja Schmid (de)). 1991 est aussi une année de championnats du monde, en février à Lake Placid, les premiers pour Kubenk. Avec des résultats compris entre la dix-septième (en saut) et la vingt-quatrième (en bosses) places, elle termine cinquième du combiné remporté par Maja Schmid.
La saison 1991-1992 est bien sûr rythmée par la Coupe du monde, mais l'événement a lieu en février et, pour la première fois, le ski acrobatique est représenté par une épreuve officielle aux Jeux olympiques, le ski de bosses. Le saut acrobatique et le ballet sont aussi présent à Albertville, mais seulement au titre d'épreuves de démonstration, comme en 1988 à Calgary. Néanmoins, n'ayant pas de discipline forte et en l'absence de combiné, Katherina Kubenk n'y participe pas. Par contre, en coupe du monde, elle monte sur quatre nouveaux podiums de combiné. Elle remporte trois troisièmes places et surtout, le 12 janvier à Whistler Blackcomb, elle remporte sa première victoire devant l'Australienne Kylie Gill (en) et Maja Schmid,. Elle termine la saison aux pied du podium en combiné, mais améliore globalement ses classements dans les autres disciplines et se rapproche du top dix au classement général avec la onzième place.

### 1993-1997, au sommet de sa carrière
Les résultats de Katherina Kubenk s'améliorent dans toutes les disciplines et, pour la première fois de sa carrière, elle rentre dans le top dix d'épreuves de toutes les disciplines lors de la saison 1992-1993 — En ballet cinq fois, dont une quatrième place à Gstaad, en saut quatre fois dont deux septièmes places à Lake PLacid et Lillehammer, et même en ski de bosses, son point faible, où elle termine neuvième de l'épreuve de Blackcomb. Elle parvient même, lors de la dernières étapes de la saison, à se qualifier pour les finales des trois disciplines de la même semaine de compétition. Ces bons résultats d'ensemble se traduisent par une mainmise sur les combinés : en neuf épreuves, Katherina Kubenk monte sur sept podiums : trois fois sur la deuxième marche et quatre fois sur la première. Elle remporte logiquement le classement de l'épreuve, son premier petit globe de cristal,,. Pour le ski acrobatique féminin, la saison 1992-1993 est marquée par la fin de carrière de Conny Kissling qui a régné sur la discipline pendant dix ans, remportant entre autres dix fois le classement général de la coupe du monde sur dix saisons consécutives, de 1983 à 1992. Donc, après être resté dix ans entre les mains de la championne suisse, le gros globe de cristal est à prendre. Et c'est Katherina Kubenk qui s'en empare devant la Suisse Maja Schmid (de) — qu'elle devance dans toutes les disciplines sauf en ballet — et la Britannique Jilly Curry (en),,,.
Année impaire, 1993 est aussi l'occasion de championnats du monde, à Altenmarkt. Comme en coupe du monde, ses résultats sont en progrès par rapport à l'édition précédente : dix-huitième en saut, dix-septième en bosses, et huitième en ballet. Le total de ces trois disciplines lui permet de remporter le combiné et d'être sacrée championne du monde pour la première fois, devant la Russe Natalia Orekhova (en) et l'Américaine Kristean Porter,.
La Coupe du monde 1993-1994 féminine de combiné est très serrée. Trois skieuses monopolisent la quasi intégralité des places sur les dix podiums de la saison : Katherina Kubenk, la tenante du titre, Maja Schmid, sa dauphine, et Nataliya Orekhova. C'est Kubenk qui remporte le plus de victoires (quatre), mais la Suisse est plus régulière (la seule à toujours finir sur le podium) et elle l'emporte pour quatre point devant la canadienne, deuxième,. C'est l'Américaine Kristean Porter qui remporte le classement général, deux point devant Nataliya Orekhova et seize devant Katherina Kubenk, troisième. 1994 est une année olympique, l'occasion pour Kubenk de participer à ses premiers Jeux olympiques, à Lillehammer, où deux épreuves sont au programme : le ski de bosses et le saut acrobatique. Elle participe aux deux épreuves, terminant seizième du ski de bosses (remporté par Stine Lise Hattestad) et dix-neuvième du saut acrobatique (remporté par Lina Cheryazova),,.
Lors de la coupe du monde 1994-1995, elle monte sur cinq des neufs podiums de combiné, mais jamais sur la première marche. Blessée à l'épaule en fin de saison, elle continue de skier en étant diminuée mais n'accroche plus de podium après La Clusaz en février,. Elle termine finalement à la troisième place du classement de la spécialité, derrière Schmid et Porter, et du classement général (derrière les deux mêmes skieuses, mais dans l'autre sens),,. Lors des Mondiaux de la Clusaz, elle réussit une belle performance en ski de bosses, sixième, mais ses dix-huitième place en saut acrobatique et vingtième en ballet ne lui permettent pas de conserver son titre en combiné. Elle est détrônée par Kristean Porter et doit se contenter de la troisième place, sa deuxième médaille mondiale,,.
La saison 1995-1996 voit de nombreux changements en Coupe du monde, avec notamment l'apparition d'une nouvelle épreuve, le ski de bosses en parallèle, et la disparition du concours combiné féminin, unique pourvoyeur de podiums pour Kubenk jusque là. Elle continue néanmoins à participer aux trois épreuves classiques, tout en délaissant les bosses en parallèle. Et elle réalise sa meilleure saison en ballet, avec six top dix (en dix épreuves), cinq top cinq et même une seconde place derrière la Suédoise Annika Johansson (en) le 12 janvier 1996 à Blackcomb, son premier podium hors combiné. C'est insuffisant pour se rapprocher du globe de la spécialité, dont elle termine septième (son meilleur classement en carrière) à un peu plus de cent points de la vainqueur Russe Elena Batalova (en), mais lui permet de décrocher son second gros globe, en s'imposant au classement général devant l'Américaine Donna Weinbrecht et Elena Batalova,,,,.
La saison 1996-1997 est un peu plus compliquée, même si elle s'essaye aux bosses en parallèle. Elle réalise seulement six top dix dans la saison, toutes disciplines confondues (cinq en ballet et un en bosses parallèles justement) et une septième place lors du ballet d'Altenmarkt comme meilleur résultat. Elle termine finalement neuvième du classement en ballet, et troisième du classement général, sur le podium pour la cinquième fois consécutives, derrière l'Américaine Stacey Blumer (en) et la Russe Elena Batalova,. Elle participe également à ses quatrièmes Championnats du monde à Iizuna Kogen, qui comme la coupe du monde, ne proposent plus d'épreuve combinée pour les femmes. Elle prend néanmoins part aux épreuves du ballet et du ski de bosses, où elle se classe quinzième et vingt-septième.

### Fin de carrière et reconversion
Lors de la saison 1997-1998 Katherina Kubenk se concentre sur une unique discipline, le ballet. Elle termine dans le top-dix des six épreuves de la saison, en terminant notamment par deux sixièmes places, mais sans réussir à accrocher de top cinq ou de podium dans une saison dominée par l'équipe russe qui remporte les six épreuves et un bon nombre de places d'honneur sur les podiums. Elle termine à la septième place du classement, égalant son record de 1995-1996. 1998 est une année olympique mais le ballet n'est pas une discipline olympique, seule le saut acrobatique et le ski de bosses sont présents à Nagano. Katherina Kubenk ne participe donc pas à ses deuxièmes Jeux olympiques. Fin mars 1998, elle participe à ses derniers championnats nationaux, où elle est sacrée championne du Canada en ballet. Elle met ensuite un terme à sa carrière de skieuse professionnelle.
Au début des années 2000, elle passe des diplômes d’entraîneur et est coordinatrice du programme « Jump 2010 », une initiative des fédérations canadiennes de ski acrobatiques visant à repérer de futurs talents parmi les jeunes gymnastes canadiens, et les entraîner aux disciplines du ski acrobatique dans l'optique des Jeux olympiques de Vancouver.

## Palmarès

### Jeux olympiques
Katherina Kubenk n'a participé qu'à une seule édition des Jeux olympiques, en 1994 à Lillehammer,.
| Épreuve / Édition | Lillehammer 1994 |
| Saut acrobatique  | 19e              |
| Ski de bosses     | 16e              |

### Coupe du monde
- 259 participations en Coupe du monde[4]
- Meilleur classement général : 1re en 1993 et 1996[11].
- Meilleur classement en ballet : 7e en 1996 et 1998[11].
- Meilleur classement en combiné : 1re en 1993[11].
- 30 podiums dont 9 victoires[4].

#### Différents classements en coupe du monde
| Année/Classement | Général | Général | Saut   | Saut   | Ballet | Ballet | Bosses | Bosses | Bosses parallèles | Bosses parallèles | Combiné | Combiné |
| ---------------- | ------- | ------- | ------ | ------ | ------ | ------ | ------ | ------ | ----------------- | ----------------- | ------- | ------- |
| Année/Classement | Class.  | Points  | Class. | Points | Class. | Points | Class. | Points | Class.            | Points            | Class.  | Points  |
| 1989-1990        | 18e     | 8,00    | -      | -      | 16e    | 12,00  | -      | -      | -                 | -                 | 3e      | 33,00   |
| 1990-1991        | 24e     | 6,00    | -      | -      | 16e    | 10,00  | -      | -      | -                 | -                 | 5e      | 42,00   |
| 1991-1992        | 11e     | 10,00   | 16e    | 13,00  | 12e    | 19,00  | 27e    | 3,00   | -                 | -                 | 4e      | 43,00   |
| 1992-1993        | 1re     | 174,00  | 13e    | 404,00 | 9e     | 516,00 | 15e    | 380,00 | -                 | -                 | 1re     | 592,00  |
| 1993-1994        | 3e      | 140,00  | 19e    | 344,00 | 10e    | 524,00 | 22e    | 252,00 | -                 | -                 | 2e      | 680,00  |
| 1994-1995        | 3e      | 144,00  | 19e    | 284,00 | 12e    | 448,00 | 17e    | 312,00 | -                 | -                 | 3e      | 564,00  |
| 1995-1996        | 1re     | 117,00  | -      | -      | 7e     | 580,00 | 23e    | 276,00 | -                 | -                 | -       | -       |
| 1996-1997        | 3e      | 99,00   | -      | -      | 9e     | 472,00 | 24e    | 128,00 | 26e               | 52,00             | -       | -       |
| 1997-1998        | 19e     | 78,00   | -      | -      | 7e     | 312,00 | -      | -      | -                 | -                 | -       | -       |

#### Podiums
En neuf saisons Katherina Kubenk est montée trente fois sur un podium de Coupe du monde, dont neuf fois sur la plus haute marche, :
| Date             | Lieu         | Place | Discipline |
| ---------------- | ------------ | ----- | ---------- |
| 1989-1990        |              |       |            |
| 28 janvier 1990  | Calgary      | 2e    | Combiné    |
| 11 février 1990  | Inawashiro   | 2e    | Combiné    |
| 1990-1991        |              |       |            |
| 2 décembre 1990  | La Plagne    | 3e    | Combiné    |
| 8 décembre 1990  | Tignes       | 3e    | Combiné    |
| 16 décembre 1990 | Zermatt      | 3e    | Combiné    |
| 3 février 1991   | Mont Gabriel | 3e    | Combiné    |
| 1991-1992        |              |       |            |
| 7 décembre 1991  | Tignes       | 3e    | Combiné    |
| 12 décembre 1991 | Zermatt      | 3e    | Combiné    |
| 12 janvier 1992  | Blackcomb    | 1re   | Combiné    |
| 1er mars 1992    | Inawashiro   | 3e    | Combiné    |
| 1992-1993        |              |       |            |
| 10 janvier 1993  | Blackcomb    | 2e    | Combiné    |
| 17 janvier 1993  | Breckenridge | 1re   | Combiné    |
| 23 janvier 1993  | Lake Placid  | 2e    | Combiné    |
| 31 janvier 1993  | Le Relais    | 1re   | Combiné    |
| 26 février 1993  | La Plagne    | 2e    | Combiné    |
| 27 février 1993  | La Plagne    | 1re   | Combiné    |
| 28 mars 1993     | Lillehammer  | 1re   | Combiné    |
| 1993-1994        |              |       |            |
| 12 décembre 1993 | Tignes       | 1re   | Combiné    |
| 22 décembre 1993 | La Plagne    | 1re   | Combiné    |
| 9 janvier 1994   | Blackcomb    | 1re   | Combiné    |
| 16 janvier 1994  | Breckenridge | 3e    | Combiné    |
| 22 janvier 1994  | Lake Placid  | 2e    | Combiné    |
| 30 janvier 1994  | Le Relais    | 3e    | Combiné    |
| 9 février 1994   | Hundfjället  | 1re   | Combiné    |
| 1994-1995        |              |       |            |
| 17 décembre 1994 | Tignes       | 2e    | Combiné    |
| 8 janvier 1995   | Blackcomb    | 2e    | Combiné    |
| 22 janvier 1995  | Le Relais    | 3e    | Combiné    |
| 28 janvier 1995  | Lake Placid  | 2e    | Combiné    |
| 4 février 1995   | Oberjoch     | 2e    | Combiné    |
| 1987-1988        |              |       |            |
| 12 janvier 1996  | Blackcomb    | 2e    | Ballet     |

### Championnats du monde
Katherina Kubenk a participé à quatre éditions consécutives des Championnats du monde, de Lake Placid 1991 à Iizuka kogen 1997.
| Épreuve / Édition | Lake Placid 1991 | Altenmarkt-Zauchensee 1993 | La Clusaz 1995 | Iizuna kogen 1997 |
| Saut              | 17e              | 18e                        | 18e            | -                 |
| Ballet            | 22e              | 8e                         | 20e            | 15e               |
| Bosses            | 24e              | 17e                        | 6e             | 27e               |
| Combiné           | 5e               | 1re                        | 3e             | -                 |